# فن أسترالي
الفن الأسترالي (بالإنجليزية: Australian art)‏ هو أي فن صُنع في أستراليا أو عنها، أو صنعه الأستراليون في الخارج، من أزمنة ما قبل التاريخ حتى الوقت الحالي. وهذا يتضمن السكان الأصليين، الحقبة الاستعمارية، فن المشاهد الحضرية، فن الاستديوهات، رسامي بدايات القرن العشرين، الطباعين، المصورين، النحاتين المتأثرين بالحداثة الأوروبية، والفن المعاصر. للفنون المرئية تاريخ طويل في أستراليا، ويوجد دليل من فن سكان الأصليين يعود تاريخه إلى 30,000 سنة على الأقل. أنجبت أستراليا العديد من الفنانين البارزين من كلا المدرستين الغربية ومدرسة سكان أستراليا الأصليين، ويشمل الأمر رسامي لوحات الهواء الطلق من مدرسة هاديلبيرغ، الأنتيبوديانز، رسامي الألوان المائية من مدرسة هيرمانسبيرغ وسط أتراليا، حركة فن الصحراء الغربية وأمثلة مزامنة من الفن المعاصر رفيع المستوى وفن ما بعد الحداثة.

## تاريخه

### سكان أستراليا الأصليين
يُعتقد أن أول أجداد الأستراليين الأصليين وصلوا إلى أستراليا مبكرًا منذ 60,000 عام، ويمكن تعقب دليل فن السكان الأصليين إلى 30,000 عام على الأقل. يُمكن إيجاد أمثلة على أعمال السكان الأصليين الفنية العريقة على الصخور على امتداد القارة. يمكن إيجاد أمثلة بارزة في الحدائق الوطنية، مثل الموجودة في المواقع التي صنفتها اليونسكو مواقع تراث عالمي في أولورو وحديقة كاكادو الوطنية في الإقليم الشمالي، ورسومات صخرة برادشو في منطقة كيمبرلي من أستراليا الغربية. يمكن إيجاد فن الرسم على الصخر ضمن الحدائق المحمية في المناطق الحضرية مثل حديقة كو-رينغ-غاي تشيس الوطنية في سيدني. عمر النقوش الصخرية في سيدني بين 5,000 إلى 7,000 عام تقريبًا. توجد قطعة الفن الصخري «أصدقاء أستراليا في موروجوغا» في غرب أستراليا، ويُدعى إلى الحفاظ عليها، صُنفت النقوشات الكثيرة هناك تُراثًا عالميًا عام 2007.
فن الكهوف في أستراليا مشابه لأقرانه في كهفي لاسكو وألتميرا الأوروبيين من حيث العمر والجزالة، ويُعتقد أن فن السكان الأصليين هو أقدم التقاليد الفنية المستمرة في العالم. توجد ثلاثة أنماط إقليمية رئيسية: النمط الهندسي الموجود في وسط أستراليا، تاسمانيا، فيكتوريا وكيمبرلي المعروف بدوائره متحدة المركز والأقواس والنقاط؛ النمط الرمزي البسيط الموجود في كوينزلاند؛ النمط الرمزي المعقد الموجود في أرنهم لاند ويتضمن فن أشعة سينية. تحمل هذه التصاميم عمومًا أهمية مرتبطة بروحانية العصر الذهبي.
كان وليام باراك (ولد عام 1824، وتوفي عام 1903) واحدًا من آخر المتعلمين تقليديًا من مجموعة وورنديري-ويليام، وهم أشخاص أتوا من المقاطعة التي تضم الآن مدينة ملبورن. ما زال مشهورًا بأعماله الفنية التي سجلت طرق السكان الأصليين التقليدية لتعليم الغربيين (والتي ما زالت معروضة بصورة دائمة في مركز إيان بوتر في متحف فيكتوريا الوطني وفي رُواق بالارات للفنون الجميلة). كانت مارجريت بريستون (ولدت عام 1875، وتوفيت عام 1963) من أوائل الرسامين غير الأصليين الذين أدخلوا تأثيرات السكان الأصليين في أعمالهم. ألبرت ناماتجيرا (ولد عام 1902، وتوفي عام 1959) فنان أسترالي شهير ورجل من شعب الأرنديه. ألهمت رسوماته للمناظر الطبيعية مدرسة هيرمانسبيرغ. تشتهر أعمال إليزابيث دوراك بدمجها للتأثيرات الغربية وتأثيرات السكان الأصليين. منذ سبعينيات القرن العشرين، وظف الفنانون الأصليون استخدام دهانات الأكريليك مع أنماط مثل حركة فنون الصحراء الغربية التي أصبحت حركات فنية مشهورة عالمياً في القرن العشرين.
يعرض المعرض الوطني الأسترالي عددًا كبيرًا من الأعمال الفنية للسكان الأصليين، بما في ذلك أعمال جزر مضيق توريس المشهورة بمنحوتاتها وأوشحتها التقليدية. يحتوي معرض الفنون في نيو ساوث ويلز على مجموعة واسعة من فنون سكان أستراليا الأصليين. في مايو 2011، دعا مدير وحدة المكان، التطور، وتراث الفنون الصخرية (بّي إي آر أيه إتش يو) في جامعة غريفيث، بول تاكون، إلى إنشاء قاعدة بيانات وطنية لفن الصخور. أطلق بول تاكون حملة «إحمي روح أستراليا» في شهر مايو من عام 2011 مع الممثل الأسترالي ذو المكانة المرموقة جاك تومبسون. تهدف هذه الحملة إلى إنشاء أول أرشيف وطني كامل الموارد لجمع معلومات حول مواقع فن الصخور، بالإضافة إلى التخطيط لإدارة وحماية مستقبلية لفن الصخور. من شأن المعهد الوطني للفنون الصخرية أن يجمع الخبرات الفنية الموجودة في مجال الفنون الصخرية من جامعة غريفيث، والجامعة الوطنية الأسترالية، وجامعة أستراليا الغربية إذا ما حصلت على تمويل من قبل الجمعيات الخيرية، والشركات الكبرى والحكومة. تُنشر أبحاث فن الصخور مرتين في السنة وتغطي المنح الدراسية الدولية لفن الصخور أيضًا.

### الحقبة الاستعمارية
غالبًا ما تُسرد بدايات الفن الغربي في أستراليا، بدءًا من عام 1788 وما تلاه، باعتبارها الانتقال التدريجي من حِسّ الإضاءة الأوروبي إلى قرينه الأسترالي. تختلف الإضاءة في أستراليا عن تلك الموجودة في أوروبا بصورة ملحوظة، وحاولت التجارب المبكرة في رسم المناظر الطبيعية أن تعكس ذلك. وكانت نوعًا من أنواع التحول أيضًا، حيث اكتسبت الأفكار الفنية الناشئة في الخارج (في أوروبا قبل الكل) معنى وهدفًا جديدين عند زرعها في القارة الجديدة والمجتمع الناشئ.

#### الاكتشاف والاستيطان البريطاني (من 1770 حتى 1850)
كانت أول التمثيلات الفنية للمشهد الأسترالي من قبل فنانين أوروبيين رسومًا توضيحيةً للتاريخ الطبيعي في أكثر الأحيان، تصور نباتات وحيوانات الأرض المميزة لأغراض علمية، وتضاريس الساحل. رسم المصور النباتي سيدني باركنسون، في رحلة جيمس كوك لعام 1770 التي رسمت الشريط الساحلي الشرقي الأسترالي للمرة الأولى، عددًا كبيرًا من هذه الرسومات تحت إشراف عالم الطبيعة جوزيف بانكس. قوبلت العديد من هذه الرسومات بالشك عندما أعادها معه إلى أوروبا، كخلد الماء على سبيل المثال. كانت لوحات جورج ستابس التي رسمها عام 1772 صورة لكلب كبير وكنغر نيو هولاند اللتين تصوران كلبًا أستراليًا وكنغرًا بالترتيب نفسه، أول صور لحيوانات أسترالية تُنشر على نطاق واسع في بريطانيا على هيئة نسخٍ ونسخٍ طبق الأصل.
على الرغم من اقتراحات بانكس، لم يبحر أي فنان محترف في التاريخ الطبيعي على متن الأسطول الأول في عام 1788. وحتى نهاية القرن، كانت جميع الرسومات المشغولة في المستعمرة صنيعة الجنود، بمن فيهم ضباط البحرية البريطانية جورج رابر وجون هانتر، وفنانين مدانين، من بينهم توماس واتلينغ. العديد من صُناع هذه الرسومات فنانون مجهولون، أبرزهم كان رسام مرفأ جاكسون. تُحاكي معظم هذه الرسومات براعة الرسم البحري، وتغطي موضوعات التاريخ الطبيعي، الطيور تحديدًا، وبعضها يصور المستعمرة نفسها.
رافق العديد من رسامي التاريخ الطبيعي المحترفين الحملات في أوائل القرن التاسع عشر، بما في ذلك فرديناند باور، الذي سافر مع ماثيو فليندرز، وتشارلز ألكسندر ليسويور، الذي سافر مع بعثة فرنسية بقيادة نيكولاس بودين. أول فنان محترف مقيم كان جون لوين، الذي وصل في عام 1800 ونشر مجلدين في فن التاريخ الطبيعي. اشتهر عالم الطيور جون جولد برسومه التوضيحية لطيور البلاد. كانت هارييت وهيلينا سكوت في أواخر القرن التاسع عشر رسامتا تاريخ طبيعي عاليتا الاحترام. يمثل  خلد الماء الذي رسمه لوين عام 1808 التفاصيل الدقيقة والملاحظة العلمية التي أظهرها العديد من هؤلاء الرسامين الأوائل.
بالإضافة إلى الإلهام في التاريخ الطبيعي، كان هناك بعض الصور الإثنوغرافية للسكان الأصليين الأستراليين، خاصة في ثلاثينيات القرن التاسع عشر. رسم فنانون من بينهم أوغسطس إيرل في نيو ساوث ويلز، وبنيامين دوتيرو، وروبرت داولينج والنحات بنيامين لو، صورًا للسكان الأصليين في تسمانيا.
كان جون جلوفر، أبرز فناني المناظر الطبيعية في هذا العصر. كان متأثرًا جدًا برسامي المناظر الطبيعية الأوروبية من القرن الثامن عشر، مثل كلود لورين وسالفاتور روزا، واستحوذت أعماله على الملامح الأسترالية المميزة للأرض المفتوحة، جذوع الأشجار المتكسرة، والتلال الزرقاء.
عمل كونراد مارتنز (ولد عام 1801-توفي عام 1878) في الفترة بين عامي 1835 و1878 بصفة فنان محترف، ورسم العديد من المناظر الطبيعية وكان ناجحًا تجاريًا. اعتُبر عمله تليينًا للمشهد الطبيعي ليناسب الأحاسيس الأوروبية. تحظى دراساته لميناء سيدني بالألوان المائية باحترام كبير، ويُنظر إليها على أنها تقدم مُثُلًا عليا رومانسية للوحاته. يُذكر مارتنز أيضًا لمرافقته العالم تشارلز داروين على متن سفينة إتش إم إس بيغل (كما فعل أوغسطس إيرل).

## معرض صور

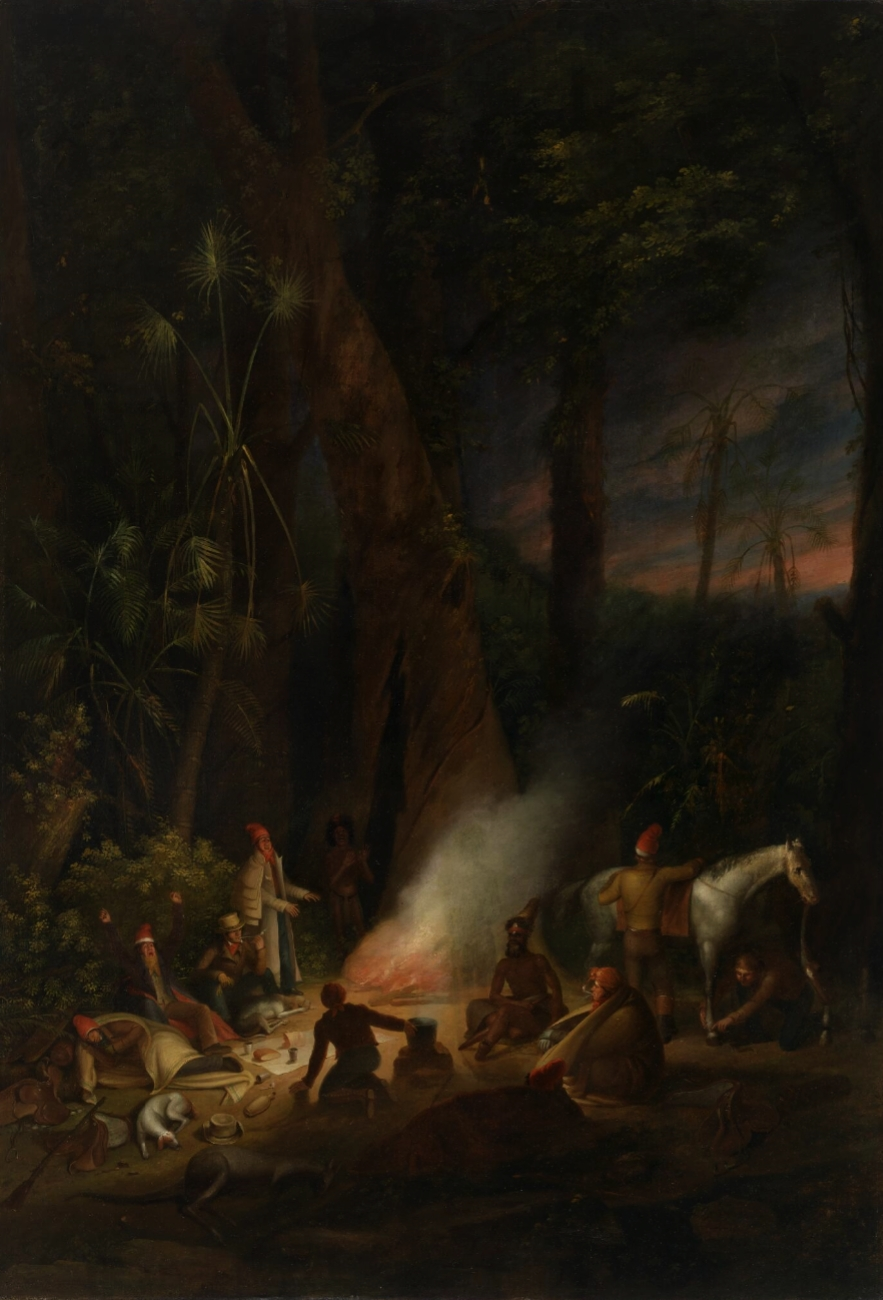
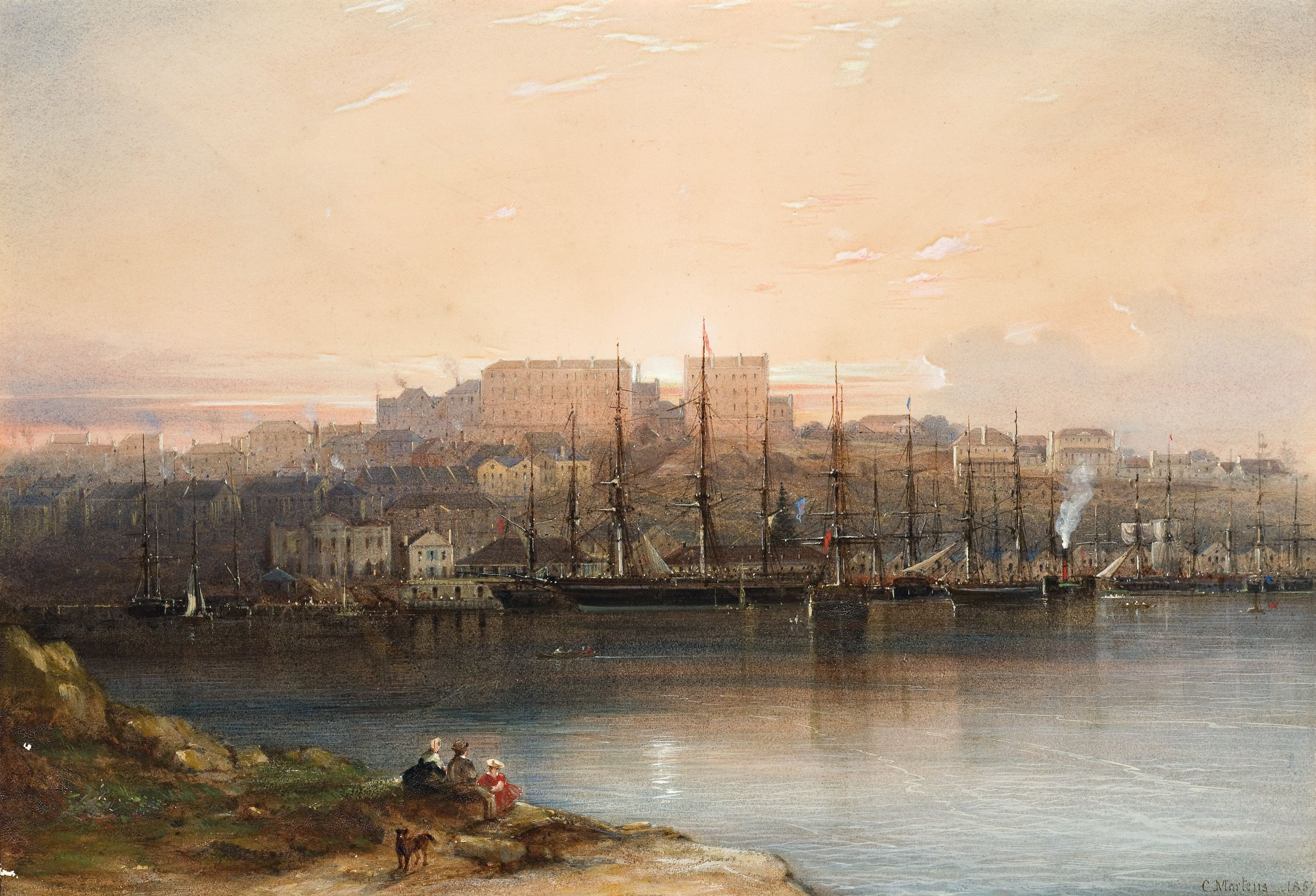
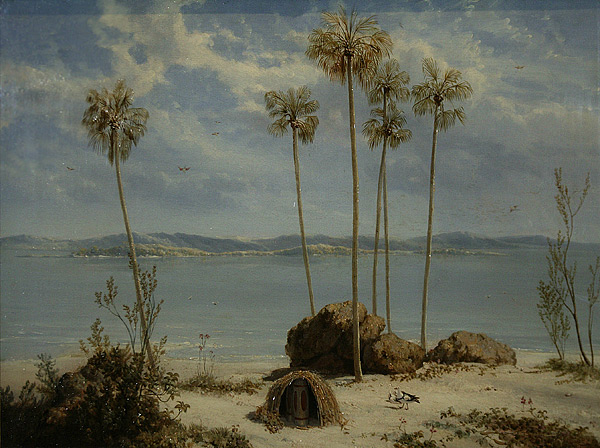
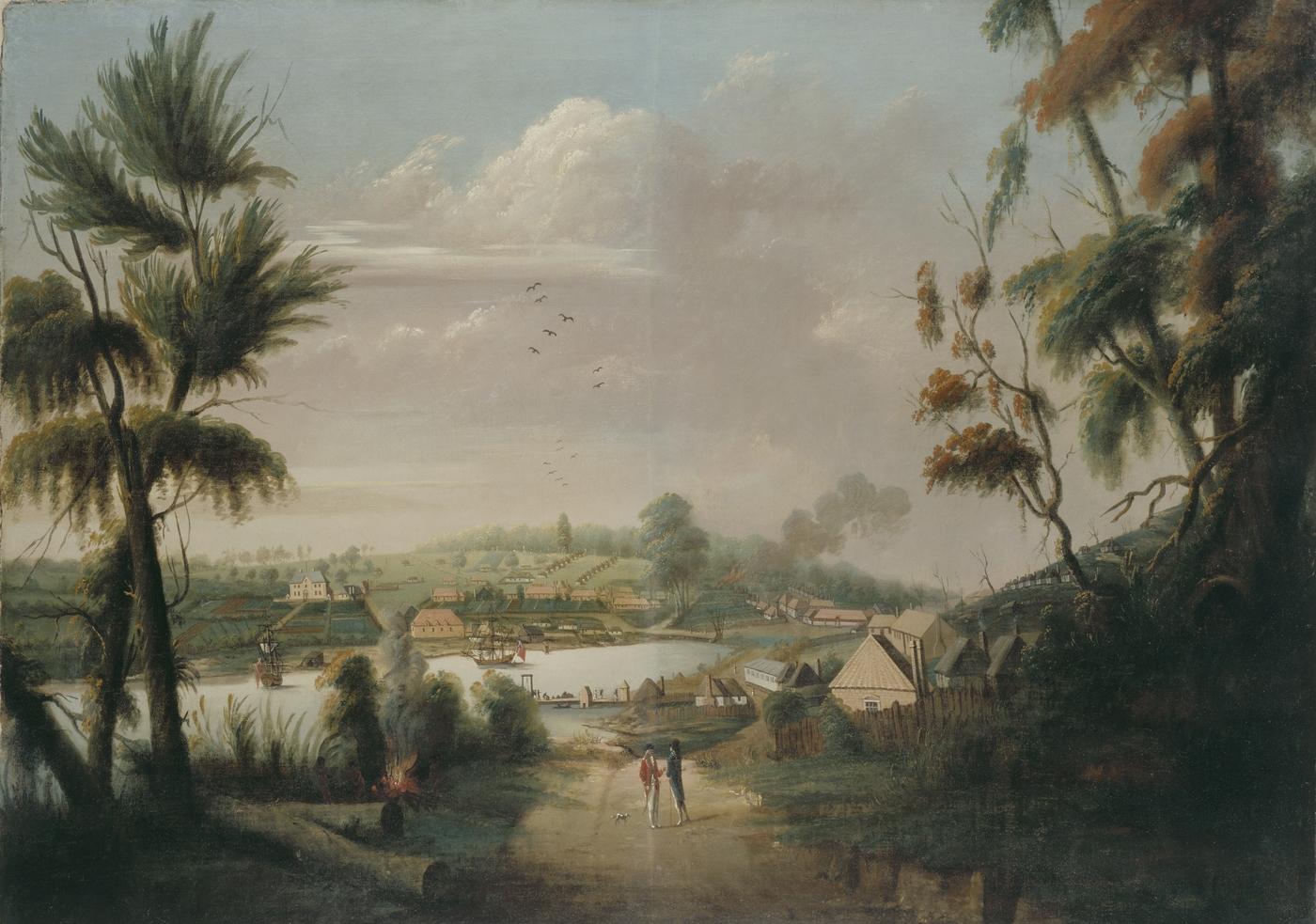